# Yesterday
Yesterday (englisch für ‚gestern‘; hier Übersetzung für ‚In der Vergangenheit‘, ‚früher‘) ist eine von Paul McCartney geschriebene Ballade, die 1965 von der Band The Beatles auf dem Album Help! veröffentlicht wurde. Das Stück, das außerhalb Großbritanniens zunächst als Single ausgekoppelt worden war, ist der am häufigsten gecoverte Popsong.
Obwohl McCartney den Song allein geschrieben hatte, wird wie üblich das gemeinsame Copyright Lennon/McCartney als Autorenteam genannt.

## Entstehungsgeschichte
Paul McCartney fiel die Grundmelodie nachts im Haus der Eltern seiner damaligen Freundin Jane Asher in der Londoner Wimpole Street ein. Da er glaubte, die Melodie zu kennen und eine Kryptomnesie vermeiden wollte, fragte er einen Monat lang Personen aus der Musikindustrie und seine Bandmitglieder, ob sie die Melodie kennen würden. Da keinem die Melodie bekannt war, trieb McCartney die Komposition weiter voran.
Der Musikproduzent George Martin hörte das Lied erstmals während der Frankreich-Tournee der Beatles zwischen dem 14. Januar und 4. Februar 1964, gespielt von Paul McCartney am Klavier noch unter dem Arbeitstitel Scrambled Eggs (‚Rühreier‘) bzw. dem zum McCartney besseren Merken der Melodie dienenden Platzhalter (scrambled eggs, oh my baby, how I love your legs) im Pariser Hotel George V. Der grobe Text entstand noch während der Tournee, der textliche Durchbruch gelang erst während einer Portugal-Reise ab dem 27. Mai 1965. Als McCartney mit Jane Asher mit dem Auto auf dem Weg nach Albufeira war, wo die beiden in einer von dem Gitarristen Bruce Welch angemieteten Wohnung übernachten wollten, entstand aus Scrambled Eggs der Song Yesterday.
McCartney hatte die Idee, auch eine avantgardistische elektronische Version von Yesterday aufzunehmen, er sagte dazu: „Es kam mir in den Sinn, dass der BBC Radiophonic Workshop den Backing-Track dazu machen und ich einfach zu einem elektronischen Quartett singen könnte. […]. Die Frau, die den Workshop leitete, war sehr nett, und sie hatten einen kleinen Schuppen am Ende des Gartens, wo die meiste Arbeit erledigt wurde. Ich sagte: ‚Ich stehe auf diese Art von Sachen.‘ Ich hatte viel über den BBC Radiophonic Workshop gehört […].“ Die erwähnte Frau war Delia Derbyshire, eine Pionierin der elektronischen Musik, bekannt auch durch die Titelmelodie von Doctor Who. Es blieb jedoch bei dem Arrangement von George Martin, der zuvor auch für den BBC Radiophonic Workshop gearbeitet hatte.

## Aufnahme
George Martin schlug die von ihm arrangierte Streichquartettbegleitung vor, allerdings lehnte McCartney ein Vibrato der Streicher ab. Die für einen Popsong ungewöhnliche instrumentale Besetzung besteht aus Francisco Gabarro (Cello), Tony Gilbert/Sidney Sax (Violine) und Kenneth Essex (Viola); McCartney singt und begleitet sich auf einer akustischen Gitarre (Epiphone FT-79 Texan), wobei er lediglich Daumen und Zeigefinger benutzt. Das Cello begleitet die Solostimme und gibt dem Stück den Eindruck von Kammermusik. Es war die erste Aufnahme ohne die komplette Band.
Am 14. Juni 1965 wurden im Studio 2 der Londoner Abbey Road Studios zwei Takes von McCartneys Gesang und seiner Gitarrenbegleitung aufgenommen, wobei Take 2 als Grundlage für die Aufnahmen am 17. Juni 1965 diente. Am selben Tag erfolgte das Overdubbing des String-Quartetts und die Endabmischung in Mono und am 18. Juni in Stereo. Bei der Monoversion wurde im Vergleich zur Stereoversion etwas Echo unterlegt.

## Musik und Text
Formal handelt es sich um ein Reprisenformat, gebildet aus einem siebentaktigen Stollen (a), einem achttaktigen Abgesang (b) und einer zweitaktigen Coda (c) als Echowiederholung des Stollen-Endes: a a b a c. Der Stollen besteht aus einem kurzen eintaktigen Anfangsmotiv, aus dem sich ein zweitaktiger Melodiebogen entwickelt, der in den folgenden beiden Takten umgekehrt wird und in ein neues Motiv einmündet. Die Töne von Takt 2/3 des Stollens (d e f e d) und Takt 3/3 des Schlussgesangs stimmen überein.
Yesterday ist im 2⁄4-Takt geschrieben. Die von Martin und McCartney gewählte Tonart ist F-Dur, auch wenn McCartney seine Gitarre um zwei Halbtöne nach unten stimmte, sodass er die Akkordgriffe für G-Dur, der Tonart, in der er das Stück ursprünglich geschrieben hat, verwenden konnte.
Die melancholische Ballade handelt von einer beendeten Beziehung. Das Lyrische Ich hatte falsche Worte gewählt (“said something wrong”), woraufhin es verlassen wurde und sich nun nach der Vergangenheit sehnt (“long for yesterday”). Der Titel Yesterday steht hier also weniger für das „Gestern“, sondern als Synonym für die Vergangenheit.

## Veröffentlichungen

Beatles – Yesterday (US-Single)

- Die Beatles (als „Rock-’n’-Roll-Band“) waren gegen eine Veröffentlichung als Single in Großbritannien, sodass Yesterday dort am 6. August 1965 lediglich als Bestandteil des Albums Help! erschien. Am 8. August 1965 wurde Yesterday in der britischen Fernsehshow Blackpool Night Out aus dem ABC Theatre in Blackpool live präsentiert.
- Außerhalb Großbritanniens erschien die Single Yesterday / Act Naturally, so auch am 13. September 1965 in den USA, wo sie in den Billboard-Charts vier Wochen lang Platz 1 belegte. Drei Wochen nach der Veröffentlichung wurde am 2. Oktober 1965 eine Goldene Schallplatte in den USA verliehen, denn von Yesterday verkauften sich dort im ersten Jahr nach der Veröffentlichung 1,8 Millionen Exemplare, weltweit 2,5 Millionen.[9] In den USA wurde Yesterday erst im Juni 1966 für das Album Yesterday and Today verwendet. In Deutschland wurde das Stück während der Bravo-Beatles-Blitztournee dreimal live aufgeführt, und zwar im Juni 1966 in München, Essen und Hamburg. In Deutschland kletterte die Single im November 1965 bis auf Platz 6.
- Ein Nummer-eins-Hit wurde das Stück auch in Belgien, Spanien, Norwegen, Finnland und Hongkong. Am 4. März 1966 erschien Yesterday auf der gleichnamigen EP in Großbritannien, die zwei Monate lang auf Platz 1 blieb. Erst im März 1976 erschien die Single auch in Großbritannien und erreichte dort Platz 8 der Singlecharts (mit der B-Seite I Should Have Known Better).
- In den folgenden Jahren wurde Yesterday für verschiedene Kompilationsalben der Beatles verwendet: A Collection of Beatles Oldies (1966), 1962–1966 (1973), Love Songs (1977), The Beatles Ballads (1980), 20 Greatest Hits (US-Version) (1982) und 1 (2000).
- Am 6. November 2015 wurde das Album 1 zum zweiten Mal wieder veröffentlicht. Dabei sind bei einigen Liedern, die von Giles Martin und Sam Okell neu abgemischt wurden, deutlich hörbare Unterschiede zu vernehmen, so wurde bei Yesterday der Gesang klarer und der Hall entfernt.[10][11]
- Am 13. März 1996 erschien das Album Anthology 2, das den Aufnahme-Take 1 ohne Overdubs enthält. Am 10. November 2023 wurde das Kompilationsalbum 1962–1966 erneut wiederveröffentlicht. Auf diesem befindet sich Yesterday in einer von Giles Martin und Sam Okell 2023 neu abgemischten Version.

## Erfolg
Yesterday wurde vom Musiksender MTV und der Zeitschrift Rolling Stone zum besten Popsong seit 1963 erklärt. Auf der Rolling-Stone-Liste der 500 besten Songs aller Zeiten belegt der Titel Platz 13. Die BMI geht davon aus, dass das Stück mit über sieben Millionen Aufführungen weltweit der am meisten aufgeführte Popsong ist.
John Lennon sagte 1980 über Yesterday und den nachfolgenden Erfolg: „Nun, wir alle kennen Yesterday. Ich habe so viel Anerkennung für das Stück bekommen. Das ist Pauls Lied und Pauls Baby. Gut gemacht. Wunderschön – und ich wünschte nie, ich hätte es geschrieben. Ich gehe in Restaurants, und die Gruppen spielen immer Yesterday. Yoko und ich haben sogar auf einer Geige eines Mannes in Spanien unterschrieben, nachdem er uns Yesterday gespielt hatte. Er hat nicht verstanden, dass ich den Song nicht geschrieben habe. Aber ich denke, er hätte nicht von Tisch zu Tisch gehen können, um I Am the Walrus zu spielen.“

### Chartplatzierungen
| ChartsChartplatzierungen       | Höchstplatzierung | Wochen/ Monate |
| ------------------------------ | ----------------- | -------------- |
| Deutschland (GfK)              | 6 (2,5 Mt.)       | 2,5 Mt.        |
| Österreich (Ö3)                | 10 (1 Mt.)        | 1 Mt.          |
| Vereinigte Staaten (Billboard) | 1 (11 Wo.)        | 11 Wo.         |
| Vereinigtes Königreich (OCC)   | 8 (9 Wo.)         | 9 Wo.          |

### Auszeichnungen für Musikverkäufe
| Land/Region                  | Auszeichnungen für Musikverkäufe (Land/Region, Auszeichnung, Verkäufe) | Verkäufe  |
| ---------------------------- | ---------------------------------------------------------------------- | --------- |
| Dänemark (IFPI)              | Gold                                                                   | 45.000    |
| Italien (FIMI)               | Gold                                                                   | 25.000    |
| Neuseeland (RMNZ)            | Platin                                                                 | 30.000    |
| Portugal (AFP)               | Gold                                                                   | 5.000     |
| Spanien (Promusicae)         | Platin                                                                 | 60.000    |
| Vereinigte Staaten (RIAA)    | Gold                                                                   | 1.800.000 |
| Vereinigtes Königreich (BPI) | Platin                                                                 | 600.000   |
| Insgesamt                    | 4× Gold · 3× Platin ·                                                  | 2.565.000 |

Hauptartikel: The Beatles/Auszeichnungen für Musikverkäufe

## Coverversionen

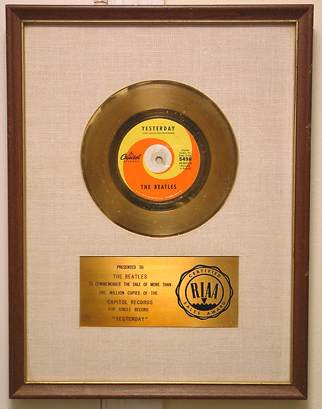
Goldene Schallplatte für Yesterday der RIAA

- Bis zum 1. Januar 1986 gab es bereits rund 1600 Coverversionen,[17] deren Zahl sich inzwischen auf über 3000 erhöht hat.[18] Damit ist Yesterday der bislang meistgecoverte Popsong. Aus der Vielzahl der Fassungen seien genannt die von Matt Monro (Oktober 1965; Platz 8), Marianne Faithfull (Oktober 1965), Cilla Black (Januar 1966), Ray Charles mit einer Soulfassung (November 1967; Rhythm-&-Blues-Hitparade Platz 8, Pop-Hitparade Platz 25), Gladys Knight (Dezember 1968), Frank Sinatra (März 1969), Marvin Gaye (Januar 1970), Elvis Presley (Juni 1970), Dionne Warwick (Dezember 1970), Wings (Dezember 1976), Billie Jo Spears (Oktober 1978), LeAnn Rimes (Juli 1994), eine A-cappella-Fassung von Boyz II Men (August 1994) oder Neil Diamond (November 2010).
- Knut Kiesewetter veröffentlichte 1965 bei Polydor eine deutsche Version des Songs mit dem Titel Gestern noch.[19] Die österreichische Mundartpop-Band Darwin veröffentlichte 1999 eine Mundart-Version mit dem Titel Das tuot weo.[20]
- Paul McCartney veröffentlichte Yesterday auf folgenden Livealben: Wings over America (1976), Tripping the Live Fantastic (1990), Back in the U.S. (2002), Back in the World (2003) und Good Evening New York City (2009). Eine neue Studioaufnahme erschien auf seinem Soundtrackalbum Give My Regards to Broad Street in 1984.

## Plagiatsvorwürfe
Ab Juli 2003 kamen Plagiatsvorwürfe von verschiedenen Seiten auf. Zunächst stolperte die Fachpresse über textliche Ähnlichkeiten in der Reimstruktur zu David Whitfields Answer Me (Oktober 1953) und der Hitversion von Nat King Cole (Februar 1954; Platz 6). McCartney bestritt jede Ähnlichkeit der Stücke. Im Juli 2006 behauptete der italienische Komponist Lilli Greco, dass die Melodie vom neapolitanischen Volkslied Piccere’ che vene a dicere (etwa ‚Ich schau Dir in die Augen, Kleines‘) aus dem Jahr 1895 stamme; allerdings konnte niemand die Existenz des Liedes auf Schallplatte oder in Notenform nachweisen.